# 克列斯齊區
58°15′N 32°31′E / 58.250°N 32.517°E
克列斯齊區（俄语：Крестецкий район），是俄羅斯的一個區，位於該國西北部，由諾夫哥羅德州負責管轄，始建於1927年10月1日，面積2,790.63平方公里，2010年人口12,940，人口密度每平方公里4.64人。